# Denys Popov
Denys Jurijovyč Popov (in ucraino Денис Юрійович Попов?; Myhija, 17 febbraio 1999) è un calciatore ucraino, difensore della Dinamo Kiev.
Nell'estate del 2019 viene indicato dall'UEFA come uno dei 50 giovani più promettenti per la stagione 2019-2020.

## Carriera

### Club
Prodotto del vivaio della Dinamo Kiev, ha fatto il suo debutto in prima squadra il 13 aprile 2019 giocando da titolare l'incontro di campionato vinto per 1-0 in casa del Mariupol'. Realizza il suo primo gol con la maglia della Dinamo nella partita vinta per 2-1 ai tempi supplementari contro lo Šachtar, valevole per gli ottavi di finale di Coppa di Ucraina.

### Nazionale
Con l'Under-20 ucraina ha preso parte al campionato mondiale di calcio Under-20 2019, vinto dalla propria nazionale. Nel corso della competizione mette a segno un totale di tre reti, contro Stati Uniti, Qatar e Panama. Il 23 maggio 2021 esordisce in nazionale maggiore, subentrando a Serhij Kryvcov, nel corso dell'amichevole giocata contro il Bahrein.

## Statistiche

### Presenze e reti nei club
Statistiche aggiornate al 27 luglio 2022.
| Stagione        | Squadra         | Campionato      | Campionato | Campionato | Coppe nazionali | Coppe nazionali | Coppe nazionali | Coppe continentali | Coppe continentali | Coppe continentali | Altre coppe | Altre coppe | Altre coppe | Totale | Totale | Totale |
| Stagione        | Squadra         | Comp            | Pres       | Reti       | Comp            | Pres            | Reti            | Comp               | Pres               | Reti               | Comp        | Pres        | Reti        | Pres   | Reti   |        |
| --------------- | --------------- | --------------- | ---------- | ---------- | --------------- | --------------- | --------------- | ------------------ | ------------------ | ------------------ | ----------- | ----------- | ----------- | ------ | ------ | ------ |
| 2018-2019       | Dinamo Kiev     | PL              | 1          | 0          | KU              | -               | -               | UCL+UEL            | -+-                | -+-                | SU          | -           | -           | 1      | 0      |        |
| 2019-2020       | Dinamo Kiev     | PL              | 16         | 1          | KU              | 3               | 1               | UCL+UEL            | 0+3                | 0                  | SU          | 1           | 0           | 23     | 2      |        |
| 2020-2021       | Dinamo Kiev     | PL              | 15         | 2          | KU              | 2               | 0               | UCL+UEL            | 6+2                | 1+0                | SU          | 0           | 0           | 25     | 3      |        |
| 2021-2022       | Dinamo Kiev     | PL              | 1          | 1          | KU              | 0               | 0               | UCL                | 0                  | 0                  | SU          | 0           | 0           | 1      | 1      |        |
| 2022-2023       | Dinamo Kiev     | PL              | 0          | 0          | -               | -               | -               | UCL                | 2                  | 0                  | SU          | 0           | 0           | 2      | 0      |        |
| Totale carriera | Totale carriera | Totale carriera | 33         | 4          |                 | 5               | 1               |                    | 13                 | 1                  |             | 1           | 0           | 52     | 6      |        |

### Cronologia presenze e reti in nazionale
| Cronologia completa delle presenze e delle reti in nazionale ― Ucraina | Cronologia completa delle presenze e delle reti in nazionale ― Ucraina | Cronologia completa delle presenze e delle reti in nazionale ― Ucraina | Cronologia completa delle presenze e delle reti in nazionale ― Ucraina | Cronologia completa delle presenze e delle reti in nazionale ― Ucraina | Cronologia completa delle presenze e delle reti in nazionale ― Ucraina | Cronologia completa delle presenze e delle reti in nazionale ― Ucraina | Cronologia completa delle presenze e delle reti in nazionale ― Ucraina |
| Data                                                                   | Città                                                                  | In casa                                                                | Risultato                                                              | Ospiti                                                                 | Competizione                                                           | Reti                                                                   | Note                                                                   |
| ---------------------------------------------------------------------- | ---------------------------------------------------------------------- | ---------------------------------------------------------------------- | ---------------------------------------------------------------------- | ---------------------------------------------------------------------- | ---------------------------------------------------------------------- | ---------------------------------------------------------------------- | ---------------------------------------------------------------------- |
| 23-5-2021                                                              | Kharkiv                                                                | Ucraina                                                                | 1 – 1                                                                  | Bahrein                                                                | Amichevole                                                             | -                                                                      | 63’                                                                    |
| 8-6-2022                                                               | Dublino                                                                | Irlanda                                                                | 0 – 1                                                                  | Ucraina                                                                | UEFA Nations League 2022-2023 - 1º turno                               | -                                                                      |                                                                        |
| 14-6-2022                                                              | Łódź                                                                   | Ucraina                                                                | 1 – 1                                                                  | Irlanda                                                                | UEFA Nations League 2022-2023 - 1º turno                               | -                                                                      | 72’                                                                    |
| Totale                                                                 |                                                                        | Presenze                                                               | 3                                                                      |                                                                        | Reti                                                                   | 0                                                                      |                                                                        |

## Palmarès

### Club

#### Competizioni nazionali
- Supercoppa d'Ucraina: 2

Dinamo Kiev: 2018, 2019
- Coppa d'Ucraina: 1

Dinamo Kiev: 2019-2020, 2020-2021
- Campionato ucraino: 2

Dinamo Kiev: 2020-2021, 2024-2025

### Nazionale
- Campionato mondiale Under-20: 1

Polonia 2019